# Cục Nghệ thuật biểu diễn (Việt Nam)
Cục Nghệ thuật biểu diễn là cơ quan trực thuộc Bộ Văn hóa, Thể thao và Du lịch, có chức năng tham mưu, giúp Bộ trưởng thực hiện quản lý nhà nước về hoạt động nghệ thuật biểu diễn và văn học trên phạm vi cả nước; quản lý các dịch vụ công về lĩnh vực nghệ thuật biểu diễn và văn học theo quy định của pháp luật.
Chức năng, nhiệm vụ, quyền hạn và cơ cấu tổ chức của Cục Nghệ thuật biểu diễn được quy định tại Quyết định số 489/QĐ-BVHTTDL ngày 1 tháng 3 năm 2025 của Bộ trưởng Bộ Văn hóa, Thể thao và Du lịch.

## Lãnh đạo Cục[6]
- Cục trưởng: NSND Nguyễn Xuân Bắc[7]
- Phó Cục trưởng:

1. Trần Hướng Dương[8]
2. Hà Minh Thắng[9]
3. Lương Đức Thắng[10]

## Cơ cấu tổ chức
(Theo Khoản 2, Điều 3, Quyết định số 489/QĐ-BVHTTDL ngày 1 tháng 3 năm 2025 của Bộ trưởng Bộ Văn hóa, Thể thao và Du lịch)
- Văn phòng Cục
- Phòng Nghệ thuật
- Phòng Quản lý biểu diễn
- Phòng Văn học